# Flecha Valona
La Flecha Valona (oficialmente y en francés: Flèche Wallonne) es una clásica ciclista que se disputa durante la primavera europea en Bélgica, entre la Amstel Gold Race y la Lieja-Bastoña-Lieja. Junto a estas dos, forma la conocida como Trilogía de las Ardenas que se disputan en esta región. 
A pesar de su prestigio no estuvo inscrita en la Copa del Mundo de Ciclismo, sin embargo tras la desaparición de esa competición sí estuvo inscrita en el UCI ProTour y después de la refundación del ProTour en el UCI Calendar y WorldTour, aunque está en un segundo nivel por detrás de los monumentos. 
El recorrido no ha sido fijo y se ha variado el punto de inicio y de llegada varias veces. Lieja fue final hasta finales de los años 1950, teniendo como partida Tournai, luego Mons y posteriormente Charleroi. En la década de 1960, el recorrido fue Lieja-Charleroi y en la década de 1970 Verviers fue punto de partida y llegada, hasta que en 1985, la carrera empezó a comenzar y finalizar en Huy. A partir de 1998, Charleroi volvió a ser el punto de inicio cambiándose en 2013 a Binche y en 2014 a Bastoña. El final, es desde 1983 en el famoso Muro de Huy, una colina de 204 metros con unas pendientes que alcanzan el 26 % de inclinación, tras unos 200 km de trazado y varios pasos por dicha cota.
Está organizada por la Amaury Sport Organisation (organizadores del Tour de Francia) y desde 1998 la carrera cuenta con una versión femenina homónima llamada oficialmente La Flèche Wallonne Femmes.

## Palmarés
| Año                                                   | Ganador               | Segundo                  | Tercero              |
| ----------------------------------------------------- | --------------------- | ------------------------ | -------------------- |
| 1936                                                  | Philémon De Meersman  | Alphonse Verniers        | Camille Michielsen   |
| 1937                                                  | Adolphe Braeckeveldt  | Marcel Kint              | Albert Perikel       |
| 1938                                                  | Émile Masson junior   | Sylvère Maes             | Cyrille Dubois       |
| 1939                                                  | Edmond Delathouwer    | Hubert Sijen             | Albert Perikel       |
| 1940 edición suspendida por la Segunda Guerra Mundial |                       |                          |                      |
| 1941                                                  | Sylvain Grysolle      | Gustaaf Van Overloop     | Jacques Geus         |
| 1942                                                  | Karel Thijs           | Frans Bonduel            | Jacques Geus         |
| 1943                                                  | Marcel Kint           | Georges Claes            | Désiré Keteleer      |
| 1944                                                  | Marcel Kint           | Albéric Schotte          | Marcel Quertinmont   |
| 1945                                                  | Marcel Kint           | Lucien Vlaemynck         | André Maelbrancke    |
| 1946                                                  | Désiré Keteleer       | René Walschot            | Edward van Dijck     |
| 1947                                                  | Ernest Sterckx        | Maurice Desimpelaere     | Gustaaf Van Overloop |
| 1948                                                  | Fermo Camellini       | Albéric Schotte          | Camille Beeckman     |
| 1949                                                  | Rik Van Steenbergen   | Edward Peeters           | Fausto Coppi         |
| 1950                                                  | Fausto Coppi          | Raymond Impanis          | Jan Storms           |
| 1951                                                  | Ferdinand Kübler      | Gino Bartali             | Jean Robic           |
| 1952                                                  | Ferdinand Kübler      | Stan Ockers              | Raymond Impanis      |
| 1953                                                  | Stan Ockers           | Ferdinand Kübler         | Loretto Petrucci     |
| 1954                                                  | Germain Derycke       | Ferdinand Kübler         | Jan De Valck         |
| 1955                                                  | Stan Ockers           | Alfons Vandenbrande      | Stanislas Bober      |
| 1956                                                  | Richard Van Genechten | Sante Ranucci            | André Vlaeyen        |
| 1957                                                  | Raymond Impanis       | René Privat              | Victor Wartel        |
| 1958                                                  | Rik Van Steenbergen   | Jef Planckaert           | Pierre Everaert      |
| 1959                                                  | Jos Hoevenaers        | Marcel Janssens          | Frans Schoubben      |
| 1960                                                  | Pino Cerami           | Pierre Beuffeuil         | Constant Goossens    |
| 1961                                                  | Willy Vannitsen       | Jean Graczyk             | Frans Aerenhouts     |
| 1962                                                  | Henri De Wolf         | Pino Cerami              | Hans Jünkermann      |
| 1963                                                  | Raymond Poulidor      | Jan Janssen              | Peter Post           |
| 1964                                                  | Gilbert Desmet        | Jan Janssen              | Peter Post           |
| 1965                                                  | Roberto Poggiali      | Felice Gimondi           | Tom Simpson          |
| 1966                                                  | Michele Dancelli      | Lucien Aimar             | Rudi Altig           |
| 1967                                                  | Eddy Merckx           | Peter Post               | Willy Bocklandt      |
| 1968                                                  | Rik Van Looy          | José Samyn               | Jan Janssen          |
| 1969                                                  | Jos Huysmans          | Eric De Vlaeminck        | Eric Leman           |
| 1970                                                  | Eddy Merckx           | Georges Pintens          | Eric De Vlaeminck    |
| 1971                                                  | Roger de Vlaeminck    | Frans Verbeeck           | Jos Deschoenmaecker  |
| 1972                                                  | Eddy Merckx           | Raymond Poulidor         | Willy Van Neste      |
| 1973                                                  | Andre Dierickx        | Eddy Merckx              | Frans Verbeeck       |
| 1974                                                  | Frans Verbeeck        | Roger de Vlaeminck       | Walter Godefroot     |
| 1975                                                  | Andre Dierickx        | Frans Verbeeck           | Eddy Merckx          |
| 1976                                                  | Joop Zoetemelk        | Frans Verbeeck           | Freddy Maertens      |
| 1977                                                  | Francesco Moser       | Giuseppe Saronni         | Freddy Maertens      |
| 1978                                                  | Michel Laurent        | Gianbattista Baronchelli | Dietrich Thurau      |
| 1979                                                  | Bernard Hinault       | Giuseppe Saronni         | Bernt Johansson      |
| 1980                                                  | Giuseppe Saronni      | Sven-Åke Nilsson         | Bernard Hinault      |
| 1981                                                  | Daniel Willems        | Adrie van der Poel       | Guido Van Calster    |
| 1982                                                  | Mario Beccia          | Jostein Wilmann          | Paul Haghedooren     |
| 1983                                                  | Bernard Hinault       | René Bittinger           | Hubert Seiz          |
| 1984                                                  | Kim Andersen          | William Tackaert         | Heddie Nieuwdorp     |
| 1985                                                  | Claude Criquielion    | Moreno Argentin          | Laurent Fignon       |
| 1986                                                  | Laurent Fignon        | Jean-Claude Leclercq     | Claude Criquielion   |
| 1987                                                  | Jean-Claude Leclercq  | Claude Criquielion       | Rolf Gölz            |
| 1988                                                  | Rolf Gölz             | Moreno Argentin          | Steven Rooks         |
| 1989                                                  | Claude Criquielion    | Steven Rooks             | Wim van Eynde        |
| 1990                                                  | Moreno Argentin       | Jean-Claude Leclercq     | Gert-Jan Theunisse   |
| 1991                                                  | Moreno Argentin       | Claude Criquielion       | Claudio Chiappucci   |
| 1992                                                  | Giorgio Furlan        | Gérard Rué               | Davide Cassani       |
| 1993                                                  | Maurizio Fondriest    | Gérard Rué               | Claudio Chiappucci   |
| 1994                                                  | Moreno Argentin       | Giorgio Furlan           | Yevgueni Berzin      |
| 1995                                                  | Laurent Jalabert      | Maurizio Fondriest       | Yevgueni Berzin      |
| 1996                                                  | Lance Armstrong       | Didier Rous              | Maurizio Fondriest   |
| 1997                                                  | Laurent Jalabert      | Luc Leblanc              | Alex Zülle           |
| 1998                                                  | Bo Hamburger          | Frank Vandenbroucke      | Alberto Elli         |
| 1999                                                  | Michele Bartoli       | Maarten den Bakker       | Mario Aerts          |
| 2000                                                  | Francesco Casagrande  | Rik Verbrugghe           | Laurent Jalabert     |
| 2001                                                  | Rik Verbrugghe        | Ivan Basso               | Jörg Jaksche         |
| 2002                                                  | Mario Aerts           | Unai Etxebarria          | Michele Bartoli      |
| 2003                                                  | Igor Astarloa         | Aitor Osa                | Aleksandr Shefer     |
| 2004                                                  | Davide Rebellin       | Danilo Di Luca           | Matthias Kessler     |
| 2005                                                  | Danilo Di Luca        | Kim Kirchen              | Davide Rebellin      |
| 2006                                                  | Alejandro Valverde    | Samuel Sánchez           | Karsten Kroon        |
| 2007                                                  | Davide Rebellin       | Alejandro Valverde       | Danilo Di Luca       |
| 2008                                                  | Kim Kirchen           | Cadel Evans              | Damiano Cunego       |
| 2009                                                  | Davide Rebellin       | Andy Schleck             | Damiano Cunego       |
| 2010                                                  | Cadel Evans           | Joaquim Rodríguez        | Alberto Contador     |
| 2011                                                  | Philippe Gilbert      | Joaquim Rodríguez        | Samuel Sánchez       |
| 2012                                                  | Joaquim Rodríguez     | Michael Albasini         | Philippe Gilbert     |
| 2013                                                  | Dani Moreno           | Sergio Luis Henao        | Carlos Betancur      |
| 2014                                                  | Alejandro Valverde    | Daniel Martin            | Michał Kwiatkowski   |
| 2015                                                  | Alejandro Valverde    | Julian Alaphilippe       | Michael Albasini     |
| 2016                                                  | Alejandro Valverde    | Julian Alaphilippe       | Daniel Martin        |
| 2017                                                  | Alejandro Valverde    | Daniel Martin            | Dylan Teuns          |
| 2018                                                  | Julian Alaphilippe    | Alejandro Valverde       | Jelle Vanendert      |
| 2019                                                  | Julian Alaphilippe    | Jakob Fuglsang           | Diego Ulissi         |
| 2020                                                  | Marc Hirschi          | Benoît Cosnefroy         | Michael Woods        |
| 2021                                                  | Julian Alaphilippe    | Primož Roglič            | Alejandro Valverde   |
| 2022                                                  | Dylan Teuns           | Alejandro Valverde       | Aleksandr Vlásov     |
| 2023                                                  | Tadej Pogačar         | Mattias Skjelmose        | Mikel Landa          |
| 2024                                                  | Stephen Williams      | Kévin Vauquelin          | Maxim Van Gils       |
| 2025                                                  | Tadej Pogačar         | Kévin Vauquelin          | Thomas Pidcock       |

Notas:
- En la Flecha Valona 1954, Ferdi Kübler inicialmente primero, fue descalificado por sprint irregular.
- En la Flecha Valona 1974, Walter Godefroot inicialmente tercero, fue descalificado por haber dado positivo en el control antidopaje.
- En la Flecha Valona 1977, Freddy Maertens inicialmente primero, fue descalificado por dar positivo en el control antidopaje.
- En la Flecha Valona 1986, Kim Andersen inicialmente segundo, fue descalificado.
- En la Flecha Valona 1990, Gert-Jan Theunisse inicialmente tercero, fue descalificado por dar positivo en el control antidopaje.

## Palmarés por países
| País           | Victorias | 2.º lugar | 3.º lugar | Total | Último vencedor            |
| -------------- | --------- | --------- | --------- | ----- | -------------------------- |
| Bélgica        | 39        | 29        | 39 37     | 105   | Dylan Teuns en 2022        |
| Italia         | 18        | 13        | 13        | 35    | Davide Rebellin en 2009    |
| Francia        | 11        | 17        | 6         | 34    | Julian Alaphilippe en 2021 |
| España         | 8         | 7         | 4         | 19    | Alejandro Valverde en 2017 |
| Suiza          | 3         | 3         | 3         | 9     | Marc Hirschi en 2020       |
| Dinamarca      | 2         | 2         | -         | 4     | Bo Hamburger en 1998       |
| Eslovenia      | 2         | 1         | -         | 3     | Tadej Pogačar en 2025      |
| Países Bajos   | 1         | 7         | 7 6       | 14    | Joop Zoetemelk en 1976     |
| Luxemburgo     | 1         | 2         | -         | 3     | Kim Kirchen en 2008        |
| Australia      | 1         | 1         | -         | 2     | Cadel Evans en 2010        |
| Alemania       | 1         | -         | 6         | 7     | Rolf Gölz en 1988          |
| Reino Unido    | 1         | -         | 1         | 2     | Stephen Williams en 2024   |
| Estados Unidos | 1         | -         | -         | 1     | Lance Armstrong en 1996    |
| Irlanda        | -         | 2         | 1         | 3     | -                          |
| Suecia         | -         | 1         | 1         | 2     | -                          |
| Colombia       | -         | 1         | 1         | 2     | -                          |
| Noruega        | -         | 1         | -         | 1     | -                          |
| Venezuela      | -         | 1         | -         | 1     | -                          |
| Rusia          | -         | -         | 3         | 3     | -                          |
| Kazajistán     | -         | -         | 1         | 1     | -                          |
| Polonia        | -         | -         | 1         | 1     | -                          |
| Canadá         | -         | -         | 1         | 1     | -                          |

## Estadísticas

### Más victorias
| Ciclista            | Victorias | Años                          |
| ------------------- | --------- | ----------------------------- |
| Alejandro Valverde  | 5         | 2006, 2014, 2015, 2016 y 2017 |
| Marcel Kint         | 3         | 1943, 1944 y 1945             |
| Eddy Merckx         | 3         | 1967, 1970 y 1972             |
| Moreno Argentin     | 3         | 1990, 1991 y 1994             |
| Davide Rebellin     | 3         | 2004, 2007 y 2009             |
| Julian Alaphilippe  | 3         | 2018, 2019 y 2021             |
| Rik Van Steenbergen | 2         | 1949 y 1958                   |
| Ferdinand Kübler    | 2         | 1951 y 1952                   |
| Stan Ockers         | 2         | 1953 y 1955                   |
| Andre Dierickx      | 2         | 1973 y 1975                   |
| Bernard Hinault     | 2         | 1979 y 1983                   |
| Claude Criquielion  | 2         | 1985 y 1989                   |
| Laurent Jalabert    | 2         | 1995 y 1997                   |
| Tadej Pogačar       | 2         | 2023 y 2025                   |

### Victorias consecutivas
- Cuatro victorias seguidas:
  -  Alejandro Valverde (2014, 2015, 2016, 2017)
- Tres victorias seguidas:
  -  Marcel Kint (1943, 1944, 1945)
- Dos victorias seguidas:
  -  Ferdinand Kübler (1951, 1952)
  -  Moreno Argentin (1990, 1991)
  -  Julian Alaphilippe (2018, 2019)

En negrilla corredores activos.